# 小海町高原美術館
小海町高原美術館（こうみまちこうげんびじゅつかん）は、小海町にある町が運営する美術館である。

## 所在地
- 長野県南佐久郡小海町豊里5918-2

## 概要
小海高原美術館は、1997年（平成9年）7月29日に開館。安藤忠雄が本館地下1階、地上1階、屋外展望台地上3階の建物を設計したものであり、鉄筋コンクリートの素材を活かしたモダンなつくりになっており、屋上からは北八ヶ岳の展望を重視し、館内の展望は秩父連山の眺望を活かしている。また観覧者は隣接する松原湖温泉の公営温泉施設八峰(やっほー)の湯の割引制度がある。駐車場は共同使用になっている。

## 収蔵と展示
コレクションは地元出身の画家栗林今朝男と陶芸家島岡達三のコレクションがある。地元に関わりのある芸術家を中心に現代アートなどの企画展を開催している。その為、新海誠も企画展に出品している。